# Borrelho-ruivo
Borrelho-ruivo (Eudromias morinellus) é uma ave da família Charadriidae. É um pouco maior que os restantes borrelhos.

## Distribuição geográfica

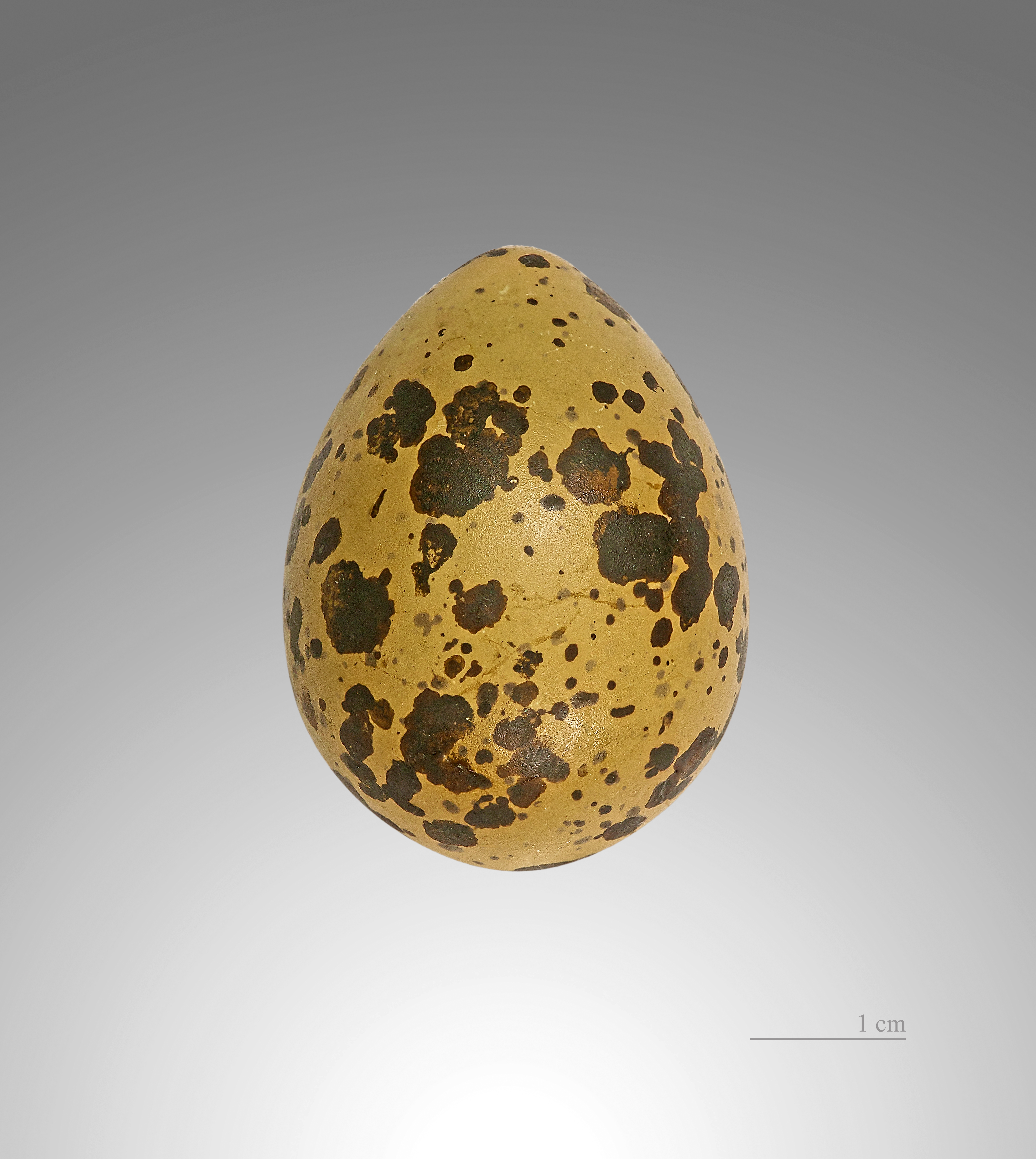
Eudromias morinellus

Esta espécie nidifica em zonas montanhosas no norte da Europa (principalmente na Noruega). Em Portugal ocorre sobretudo em passagem migratória, no final do Verão.

## Subespécies
A espécie é monotípica (não são reconhecidas subespécies).